# Musicarello
O musicarello (plural: musicarelli) é um subgênero do cinema musical que surgiu na Itália e que se caracteriza pela presença de cantores jovens como protagonistas, apoiados por atores de comédia.
O gênero começou no final da década de 1950 e teve seu auge nos anos 1960. Segundo o crítico de cinema Steve Della Casa, o nome "musicarello" é uma referência ao programa de TV italiano Carosello. O primeiro filme musicarello foi I ragazzi del juke-box (1959), de Lucio Fulci. Nesses filmes, havia sempre a presença de um número musical composto de alguma música popular de sucesso ou uma música que os produtores esperavam que se tornasse um hit, que geralmente compartilha seu título com o próprio filme e às vezes possuem letras que representam uma parte do enredo. Ao contrário da maioria dos filmes musicais, este subgênero tem um foco evidente baseado na faixa etária: enquanto os filmes musicais até então eram produzidos de maneira geralmente indiferenciada por gostos e idades, o musicarello é explicitamente direcionado a um público jovem e geralmente tem em seu enredo uma polêmica vaga contra o conformismo e as atitudes burguesas. As figuras-chave desse gênero foram os diretores Piero Vivarelli e Ettore Maria Fizzarotti, e os cantores Gianni Morandi, Little Tony, Rita Pavone, Gigliola Cinquetti e Caterina Caselli.
Com a chegada dos protestos estudantis de 1968, o gênero começou a ter um declínio, devido ao fato de que a revolta dos jovens tornou-se explicitamente política e, ao mesmo tempo, não havia mais uma música igualmente dirigida a toda a audiência juvenil. Por algum tempo, a dupla Al Bano e Romina Power continuaram a ter sucesso nos filmes de musicarello, mas seus filmes (como suas canções) foram um retorno à melodia tradicional e aos filmes musicais das décadas anteriores.